# Bataille de Rooiwal
Seconde guerre des Boers
Batailles
Raid Jameson (décembre 1895 - janvier 1896)
- Doornkop

Front ouest (octobre 1899 - juin 1900)
- Kraaipan
- Belmont
- Graspan
- Modder River
- Stormberg
- Magersfontein
- Kimberley
- Paardeberg
- Poplar Grove
- Driefontein
- Sand River
- Mafeking
- Doornkop
- Biddulphsberg
- Lindley
- Diamond Hill

Front est (octobre 1899 - août 1900)
- Talana Hill
- Elandslaagte
- Rietfontein
- Bataille de Ladysmith
- Colenso
- Spion Kop
- Vaal Krantz
- Siège de Ladysmith
- Libération de Ladysmith
- Bergendal

Raids et guérillas (mars 1900 - mai 1902)
- Sanna's Post
- Mostertshoek
- Jammerbergdrift
- Roodewal
- Bothaville
- Leliefontein
- Nooitgedacht
- Vlakfontein
- Groenkloof
- Elands River
- Bloedrivier Poort
- Bakenlaagte
- Groenkop
- Tweebosch
- Rooiwal

La bataille de Rooiwal fut un combat de la seconde guerre des Boers. Elle se déroula à Rooiwal le 11 avril 1902 et aboutit à la victoire des troupes britanniques commandées par le Colonel Robert Kekewich (en) contre un kommando boer dirigé par les généraux Ferdinandus Jacobus Potgieter et Kemp.
L'affrontement fut une attaque montée des Boers contre des tranchées britanniques dans la vallée de Rooiwal, près de Klerksdorp au Transvaal occidental. Les Boers tentèrent de contrer une manœuvre d'encerclement britannique. L'attaque fut repoussée.
Cette bataille consacra la fin de la guerre au Transvaal occidental et fut la dernière bataille majeure de la guerre.

## Rétroactes - la guerre au Transvaal occidental
En 1902, il y avait environ 3 000 Boers actifs dans des guérillas au Transvaal occidental. Trois kommandos séparés existaient, sous les ordres de Koos de la Rey. De nombreux Boers s'étaient maintenant rendus et travaillaient comme aides pour les Britanniques. Ceux qui continuaient le combat étaient considérés comme des jusqu'auboutistes. Leur situation devenait de plus en plus difficile car les Britanniques avaient extirpé du veld toute ressource, ayant également brûlé les fermes et les bâtisses qui auraient pu leur permettre une aide. De La Rey et ses hommes tenaient cependant le coup en se nourrissant de la chasse et des biens pris aux Britanniques.
Ils restaient un ennemi dangereux et en diverses occasions continuèrent de remporter des victoires contre les Britanniques. Le 24 février 1902, par exemple, ils avaient attaqué une colonne britannique à Yser Spruit, ayant notamment capturé le Général britannique Paul Sanford Methuen et six canons de campagne à Tweebosch. Une des raisons des succès boers était la faible qualité des troupes britanniques en action. Herbert Kitchener avait plus de 16 000 hommes opérant au Transvaal occidental, mais la plupart n'étaient pas des troupes régulières, mais des Yeomen.
La stratégie de Kitchener pour amener la guerre à sa fin était de construire des blockhaus à travers le veld, reliés entre eux par des barbelés, et d'attaquer les Boers avec des colonnes mobiles. La première opération de ce type se tint du 23 au 30 au mars, mais ne permit pas d'atteindre les résultats escomptés contre les kommandos boers. Ils subirent même un revers à Boschbult, les Britanniques comptant 178 victimes.

## La manœuvre de Hamilton
Le 6 avril, Kitchener confia au colonel Ian Hamilton la responsabilité d'un autre plan pour essayer de piéger les hommes de De La Rey. Le plan prévoyait de « coincer » les Boers contre des colonnes mobiles britanniques et les lignes blockhaus et les tranchées dans les environs de Klerksdorp. Le Colonel Robert Kekewich (en), qui dirigeait l'une des colonnes de Kitchener, se retrancha à Rooiwal pour renforcer le flanc gauche. Ayant par ailleurs engagé une autre colonne britannique dirigée par le Colonel Henry Rawlinson, Kekewich reçu l'ordre de Hamilton de se rendre à Rooiwal, où il arriva le 10 avril. Ce changement de plan s'avéra opportunément favorable pour les Britanniques, car les Boers ayant reconnu le terrain de Rooiwal précédemment, le pensaient faiblement défendu. Retranchés à flanc de colline à Rooiwal se trouvaient désormais les britanniques d'infanterie montée, supportés par 6 canons et 2 pom-pom.

## La bataille
Les Boers n'étaient pas au courant du détail du déploiement britannique, et pensaient Rooiwal légèrement défendu. Un de leurs Kommandos, sous les ordres du Commandant Potgieter et du Général Kemp, tentèrent dès lors d'emporter la position britannique dans la matinée du 11 avril, dans un effort pour échapper aux pièges de Hamilton. Potgieter avait environ 1 700 hommes, tous montés et armés de fusils.
Vers 7h15 le 11 avril, les Boers chargèrent les Britanniques à cheval, tirant de leur selle sur une position britannique de 40 hommes de l'infanterie montée, perdant la moitié de leurs effectifs. La position de Kekewich était forte, mais la vue de la charge boer paniqua des troupes britanniques inexpérimentées et des unités de Yeomen qui prirent la fuite. Le Lieutenant Carlos Hickie réussit à arrêter leur fuite avec un mélange de supplication et de menaces. De nombreux soldats britanniques réguliers se plaignirent du feu indiscipliné de leurs hommes.
Malgré cela, la charge boer fut arrêtée à 30 mètres des lignes britanniques d'artillerie et du feu des carabines. 50 Boers furent tués et davantage blessés. Parmi les hommes qui ne se relevèrent pas, Potgieter, reconnaissable à sa veste bleue. Kekewich déclara plus tard que, 'une bonne compagnie d'infanterie aurait pu tuer 300 Boers'. Les Boers survivants battirent en retraite. Le feu boer à cheval fit environ 50 victimes parmi les Britanniques.
Ian Hamilton et Rawlinson arrivèrent au champ de bataille alors que la bataille était pratiquement terminée. Cependant, Hamilton ne poursuivit pas les Boers en fuite, craignant une ruse destinée à les emmener dans une embuscade. Vers 9:45, soit 90 minutes après que la charge boer eut été repoussée, Hamilton envoya cependant ses hommes montés à la poursuite des fuyards. Ils capturèrent 50 hommes ainsi que l'artillerie perdue à Tweebosch.
Kitchener avait délivré ordre de tuer tout Boer capturé avec un uniforme britannique. Cependant, bien que plusieurs Boers portaient des uniformes kaki, Hamilton ordonna qu'ils soient épargnés.

## Après la bataille
La bataille fut un revers pour les Boers, bien que leurs pertes furent limitées. Les pourparlers pour la fin de la guerre se tinrent cependant peu après, le 19 mai à Pretoria. De La Rey, le commandant boer au Transvaal occidental fut l'un négociateurs boers.